# 点对多点通信
点对多点通信，是通信领域的术语，指的是通过一种特定的一对多的连接类型的通信，从单一位置到多个位置提供多个信道。点对多经常缩写为P2MP、PTMP或者PMP。
最典型的点对多通信应用是无线上网和通过千兆赫无线电频率的网络电话。点对多点系统已经被设计为单、双向皆可的系统。一个天线或天线阵对多个接收天线广播且系统是时分复用的就允许反向信道通信。